# کمال سادانا
کمال سادانا (هندی: कमल सदाना؛ زادهٔ ۲۱ اکتبر ۱۹۷۰) بازیگر، تهیه‌کننده فیلم و کارگردان فیلم اهل هند است.
از فیلم‌ها یا برنامه‌های تلویزیونی که وی در آن نقش داشته‌است، می‌توان به بی‌خودی، همه ما دزد هستیم، غرش: ببرهای سونداربانس، رنگ و سی.آی.دی اشاره کرد.